# Marvel HQ
Marvel HQ fue un canal de televisión por suscripción, propiedad de The Walt Disney Company que entró en reemplazo de Disney XD en India en el cual se transmitieron series y películas de Marvel Entertainment, así también algunos programas adquiridos. El canal estuvo dirigido a niños de 9 años. Utilizó el mismo nombre y marca que el sitio web de Marvel HQ y canal de YouTube, ambos están enfocados a la audiencia juvenil.
El canal fue cerrado el 1 de marzo de 2022 y reemplazado por Super Hungama.

## Historia
Marvel HQ fue lanzado de manera oficial el 20 de enero de 2019 en India, reemplazando al canal Disney XD. Disney India mira a Marvel como una "cultura-pop fenomenal" como razón para tener un canal dedicado a Marvel. En su lanzamiento, la programación consistiría principalmente de cuatro programas animados y el 40% de la programación con programas animados de Marvel o temporadas iniciadas en marzo de 2019.
El 18 de octubre de 2021, Disney anunció que Marvel HQ sería rebautizado como Super Hungama el 11 de diciembre de 2021. sin embargo, el 30 de noviembre, se anunció que el cambio de marca se retrasaría hasta nuevo aviso.
El 1 de marzo de 2022, el canal cesó sus  transmisiones y fue reemplazado por Super Hungama.

## Programación.
La programación de Marvel HQ se dividía en dos partes con horario estelar de día y de noche. Los programas y películas de Marvel que representan el 40 % de la programación, se complementan con programas temáticos similares de otros proveedores y bibliotecas para atraer a otros espectadores. La cantidad de contenido de Marvel HQ aumentaría con el pasar del tiempo. Las películas de Marvel se presentarían los sábados y domingos. En tiempo de transmisión, la programación de Marvel HQ consistiría de cuatro bloques animados: